# Aloe arenicola
Aloe arenicola es una especie del género Aloe de la familia Asphodelaceae.

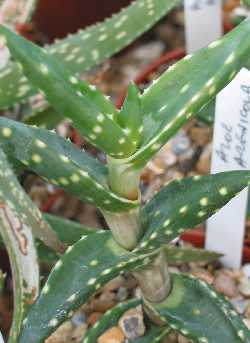
Vista de la planta

## Hábitat
Su hábitat natural son zonas de  Sudáfrica. Aloe arenicola se produce en las zonas áridas en el norte del Cabo de Sudáfrica.    Este aloe se puede encontrar en la franja costera arenosa de Lamberts Bay en la boca del río Orange. Crece en el invierno con unas precipitaciones anuales de entre 105 mm - 250 mm. En tiempos de sequía Aloe arenicola es capaz de sobrevivir a partir de la humedad obtenida a partir de las nieblas que viene del océano.

## Descripción
Numerosos rosetas se forman en los tallos procumbentes que puede alcanzar hasta 70 cm de altura. Las hojas son suculentas y de forma triangular, hoja superficiales están marcadas con manchas blancas con entrenudos  en las plantas jóvenes,  estrechas y retorcidas arriba, tiene  200 mm de longitud, son de superficies lisas y marcados con numerosas manchas blancas. Los márgenes están armados con diminutos dientes blancos.
Las flores son un color pálido rojo con la boca de color amarillo.  La floración se produce entre julio y diciembre.

## Taxonomía
Aloe arenicola fue descrita por Gilbert Westacott Reynolds y publicado en J. S. African Bot. 1938, iv. 21.
Etimología
Ver: Aloe
arenicola: epíteto latino  que significa "que vive en la arena".